# らんか社
株式会社らんか社（らんかしゃ）は、日本の出版社である。東京都八王子市に本社を置き、主に日本国外の絵本などの児童書を出版している。2012年3月まではセーラー万年筆株式会社の関連会社であった。

## 沿革
- 1985年 - セーラー出版株式会社として設立。初書籍『スマーフ物語』を出版開始。
- 1991年 - オランダ金の絵筆賞・銀の絵筆賞（Gouden Penseel / Zilveren Penseel）を受賞した『みにくいシュレック』（著：ウィリアム・スタイグ、訳：小川悦子）と『かえるくんととりのうた』（著：マックス・ベルジュイス、訳：清水奈緒子）を翻訳出版。
- 1993年 - 同じく金の絵筆賞を受賞した『げんきをだしてねかえるくん』（著：M・ベルジュイス、訳：清水奈緒子）を翻訳出版。
- 2012年3月 - セーラー万年筆が保有全株式を売却。
- 2013年7月 - 株式会社らんか社に商号変更。

## 出版しているシリーズ、絵本作家
- 絵本『スマーフ物語』シリーズ全15巻（訳：村松定史、編：小川悦子）
- マイケル・グレイニエツ
- ヨゼフ・ウィルコン
- マックス・ベルジュイス
- アーサー・ガイサート
- エレン・ストール・ウォルシュ
- ウラジーミル・ラドゥンスキー
- ヘレン・クレイグ
- ハリー・ゲーレン
- ケイト・スポーン
- ジゼル・ポター

ほか